# Anschelika
Anschelika oder Anzhelika (russisch: Анжелика, Transliteration Anželika; ukrainisch: Анжеліка, Transliteration Anželìka) ist ein weiblicher Vorname.

## Herkunft und Bedeutung
Der Name ist die russische und ukrainische Form von Angelika.

## Bekannte Namensträgerinnen
- Anschelika Rudnyzka (* 1970), ukrainische TV-Moderator, Sänger
- Anschelika Sidorowa (* 1991), russische Stabhochspringerin
- Anschelika Terljuha (* 1992), ukrainische Karateka
- Anschelika Warum (* 1969), russische Pop-Sängerin